# アミューズメント・パーク
『アミューズメント・パーク』（The Amusement Park）は、1973年のアメリカ合衆国のサイコスリラー映画。ジョージ・A・ロメロが監督・編集、ウォルトン・クックが脚本を手掛け、リンカーン・マーゼルが主演を務めている。年齢差別や高齢者虐待を題材にした教育映画として製作されたが、製作依頼者のルーテル教会が内容の悲惨さを理由に映画を封印した。それ以来、映画はお蔵入りとなっていたが、2017年に16mmフィルムが再発見され、4K修復作業が行われた後、2019年10月12日に撮影地のピッツバーグで公開された。

## ストーリー
遊園地で老人が罵られ、大変な目にあう。

## キャスト
- リンカーン・マーゼル（英語版）
- ハリー・アルバッカー
- フィリス・カスターワイラー
- ピート・チョーヴァン
- サリー・アーウィン
- ジャック・ゴットロブ
- ハレム・ジョゼフ
- ボブ・コップラー
- マリオン・クック
- マイケル・ゴルニック

## 製作

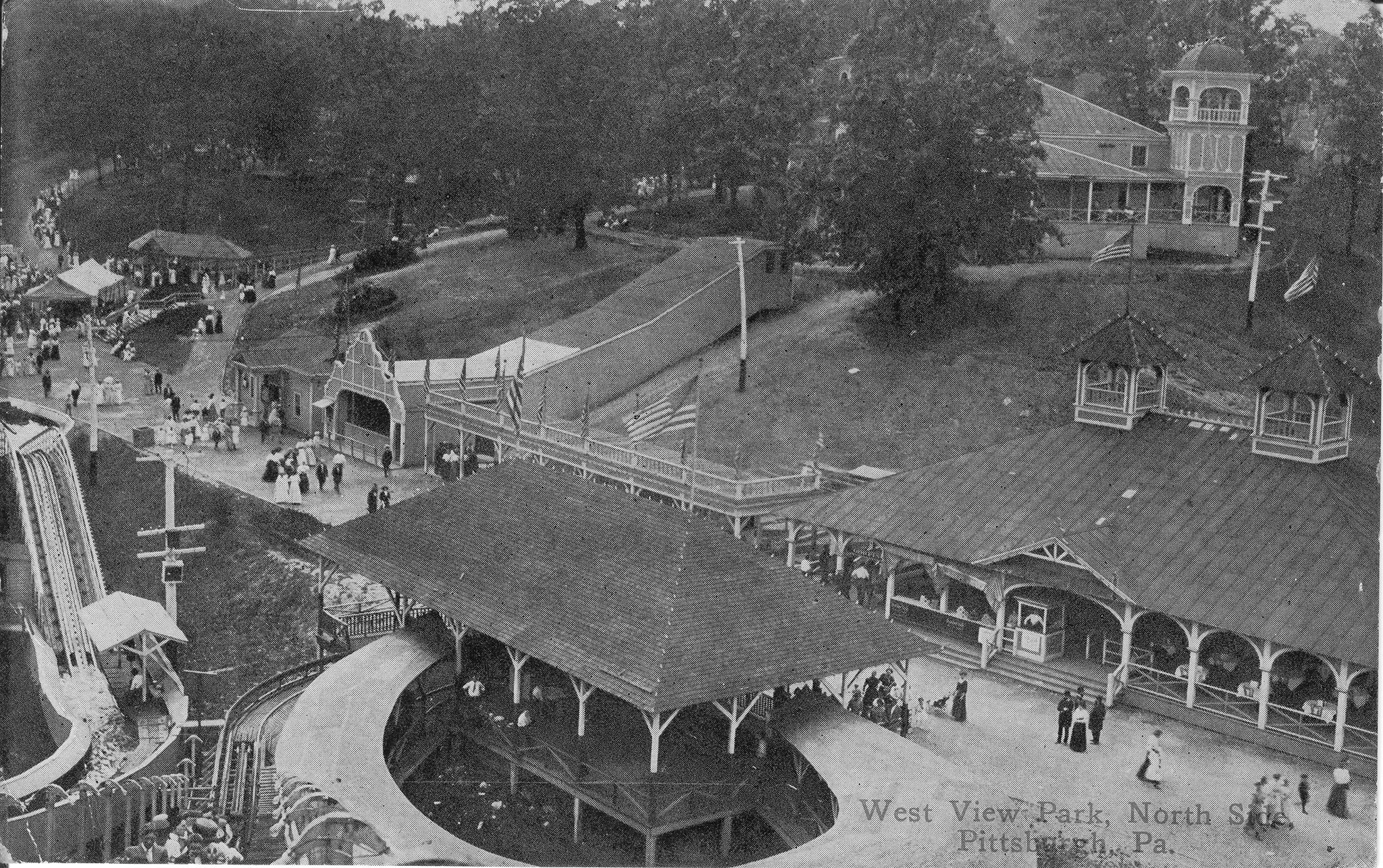
ウェスト・ビュー・パーク

『アミューズメント・パーク』はジョージ・A・ロメロにとって唯一の職務著作作品であり、『ジョージ・A・ロメロ/悪魔の儀式』と『ザ・クレイジーズ/細菌兵器の恐怖』の間に製作された。撮影は当時ウェスト・ビューにあったウェスト・ビュー・パークで3日間かけて行われ、3万7000ドルの製作費が投じられた。
映画はルーテル教会の依頼で年齢差別や高齢者虐待を題材とした教育映画として製作されたが、完成後はほぼ上映されなくなった。ロメロの妻スザンヌ・デスロチャー・ロメロは封印された理由について「当初は映画を使ってくれましたが、彼らにとっては少しエッジが効き過ぎていたのかも知れません」と推測している。

## フィルム発見と公開
この映画は、2001年のトリノ映画祭でロメロの回顧展で使用された16mmのプリントが、2017年にロメロと彼の妻に送られるまではほぼ見る手段はなかった。16mmフィルムとDVDがスザンヌ・デスロチャー・ロメロに贈られ、彼女はジョージ・A・ロメロ財団と共にニューヨークの映画保存団体インディコレクトにフィルムの4K修復作業を依頼した。
2019年10月12日、修復作業を終えた『アミューズメント・パーク』がピッツバーグでプレミア上映された。2021年2月にはシャダーが北米、イギリス、アイルランド、オーストラリア、ニュージーランドでのストリーミング配信権を取得したことが発表され、6月8日から配信が開始した。日本では2021年10月15日に公開される。

## 評価
Rotten Tomatoesでは67件の批評が寄せられ支持率96%、平均評価7.7/10となっている。ガーディアン紙に寄稿したピーター・ブラッドショーは3/5の星を与え、映画を「不条理な悪夢」と表現した。/Filmのクリス・エヴァンジェリスタは10/10の星を与え、「これほど衝撃を受けた映画を私は知らない」と批評している。ペーストのジム・ヴォレルは「奇妙で時に魅惑的な映画。愉快な映画ではないが虚無的な空気を内包し、しばしば効果的に心をかき乱す」と批評している。スクリーン・アナーキーのハイメ・グリハルバ・ゴメスは失われた映画を観られたことは奇跡であるとしながら、「メタファーが明白過ぎる」点を嘆いている。